# Barorreceptor

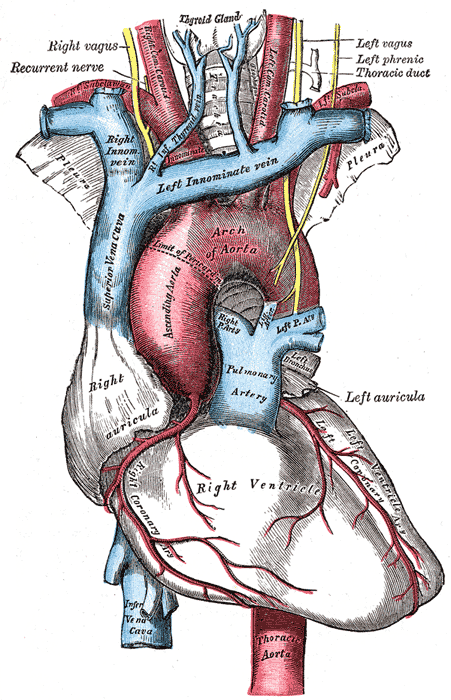
Corazón con grandes conductores sanguíneos.

Los barorreceptores son terminaciones nerviosas sensibles a la distensión que detectan los cambios bruscos de la presión arterial, es decir, son receptores de presión. Se encuentran localizados en gran abundancia en las paredes de la arteria carótida común interna (seno carotídeo) y de la aorta (cayado aórtico).

## Reflejo barorreceptor
El reflejo barorreceptor es un reflejo integrado que permite corregir cambios en la presión arterial variando principalmente el gasto cardíaco y la resistencia periférica al paso de la sangre.
Cuando  la presión arterial se eleva, las paredes de las arterias carótidas y aorta se distienden. En consecuencia los barorreceptores se activan y empiezan a enviar señales a través del nervio de Hering, los nervios glosofaríngeos y por el nervio vago hacia el núcleo del tracto solitario situado en el bulbo raquídeo.
Las neuronas de este núcleo estimulan a neuronas parasimpáticas preganglionares que disminuyen la frecuencia cardíaca e inhiben el centro vasomotor del bulbo raquídeo, que excita simultáneamente el centro vagal.
La estimulación del centro vagal produce los siguientes efectos:
- Vasodilatación de la venas y las arterias.
- Descenso de la frecuencia cardíaca.
- Disminución de la fuerza de contracción cardíaca.

Dichos efectos disminuyen la resistencia periférica de los vasos y posteriormente la presión arterial.
La inhibición simpática produce vasodilatación, disminución de la secreción de adrenalina por las glándulas suprarrenales y contribuye a la inhibición cardíaca. Entre la estimulación del vago y la inhibición simpática se tiende a normalizar la presión arterial.
Cuando disminuye la presión arterial sucede lo contrario, activándose la vía simpática e inhibiéndose la parasimpática lo que eleva la presión arterial a la normalidad.
Esta integración neural al disminuir la presión, por ejemplo al levantarse bruscamente de la cama, da lugar a:
- Vasoconstricción de arterias y venas.
- Efecto cardioestimulador del miocardio aumentando el volumen sistólico.
- Efecto cardioestimulador del nodo SA aumentando la Frecuencia Cardíaca.

Estos efectos aumentan la resistencia periférica y el gasto cardíaco, aumentando la presión arterial. Además todo descenso de presión arterial o volumen sanguíneo superior al 5-10% es detectado a través de receptores de volumen situados en las paredes de las grandes venas y de las aurículas y a través de barorreceptores localizados en el seno carotídeo y finalmente se estimula la liberación de vasopresina por la glándula hipófisis y la aparición de la sensación de sed.